# 6481 Tenzing
6481 Tenzing eller 1988 RH2 är en asteroid i huvudbältet som upptäcktes den 9 september 1988 av den tjeckiske astronomen Antonín Mrkos vid Kleť-observatoriet i Tjeckien. Den är uppkallad efter den nepalesiske sherpan och bergsbestigaren Tenzing Norgay.
Asteroiden har en diameter på ungefär 4 kilometer och den tillhör asteroidgruppen Flora.